# Rubinkolibri
Der Rubinkolibri (Clytolaema rubricauda) oder Brasilien-Rubinkolibri ist eine Vogelart aus der Familie der Kolibris (Trochilidae). Er ist die einzige Art der Gattung Clytolaema und lebt endemisch in Brasilien. Der Bestand wird von der IUCN als „nicht gefährdet“ (least concern) eingeschätzt. Der Rubinkolibri ist nicht mit dem nordamerikanischen Rubinkehlkolibri zu verwechseln.

## Merkmale

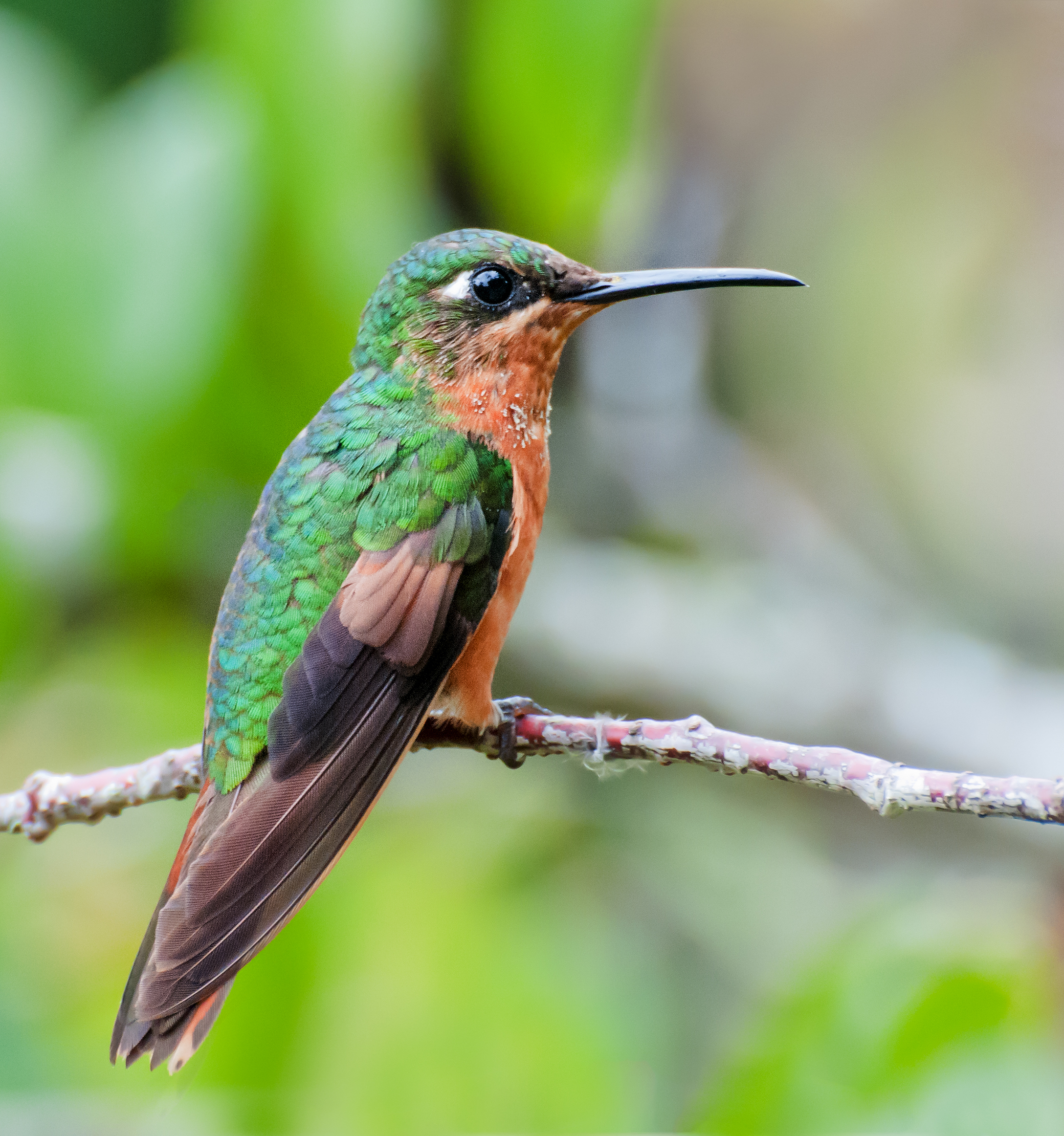
Rubinkolibri ♀

Der Rubinkolibri erreicht eine Körperlänge von etwa 11,3 cm. Die Flügel sind je 7,6 cm, der Schwanz 4,4 cm und der gerade schwarze Schnabel 1,9 cm lang. Dabei wiegen die Vögel nur ca. 7 g. Die Kopfseiten, der Nacken und der Vorderrücken sowie der Bauch des Männchens sind dunkelgrün. Die Stirn und die Brust glitzern stark grasgrün; ein roter Fleck ziert die Kehle. Der Hinterrücken ist goldbronze, die Flügel schwärzlich purpurn. Der rotbraune Schwanz hat bronzegrüne Außensäume an allen Federn. Hinter dem Auge befindet sich ein kleiner weißer Fleck. Die Füße sind dunkelbraun. Gelegentlich kommen melanistische männliche Exemplare vor. Es gibt einen deutlichen Geschlechtsdimorphismus. So ist die Oberseite des Weibchens grün glänzend. Wie das Männchen hat es postokular (hinter dem Auge) einen kleinen weißen Fleck und schwärzlich-purpurne Flügel. Die Unterseite ist hell rotbraun, die Schwanzfedern bronzegrün, wobei die äußeren Paare der Steuerfedern komplett ockerbraun gefärbt sind. Die folgenden Steuerfedern sind ockerfarben mit bronzefarbenen Enden und Außensäumen sowie einer blassen Endspitze. Schnabel und Beine sind wie beim Männchen gefärbt. Insgesamt sind die Weibchen etwas kleiner.

## Fortpflanzung
Ein Ei des Rubinkolibris wiegt ca. 0,74 g bei einer Größe von 16,2 × 10,0 mm. Die Brutzeit ist von November bis März. Die Brutdauer beträgt 15 Tage. Die Jungvögel sind ca. 25 Tage Nesthocker, bevor sie das Nest verlassen.

## Verhalten

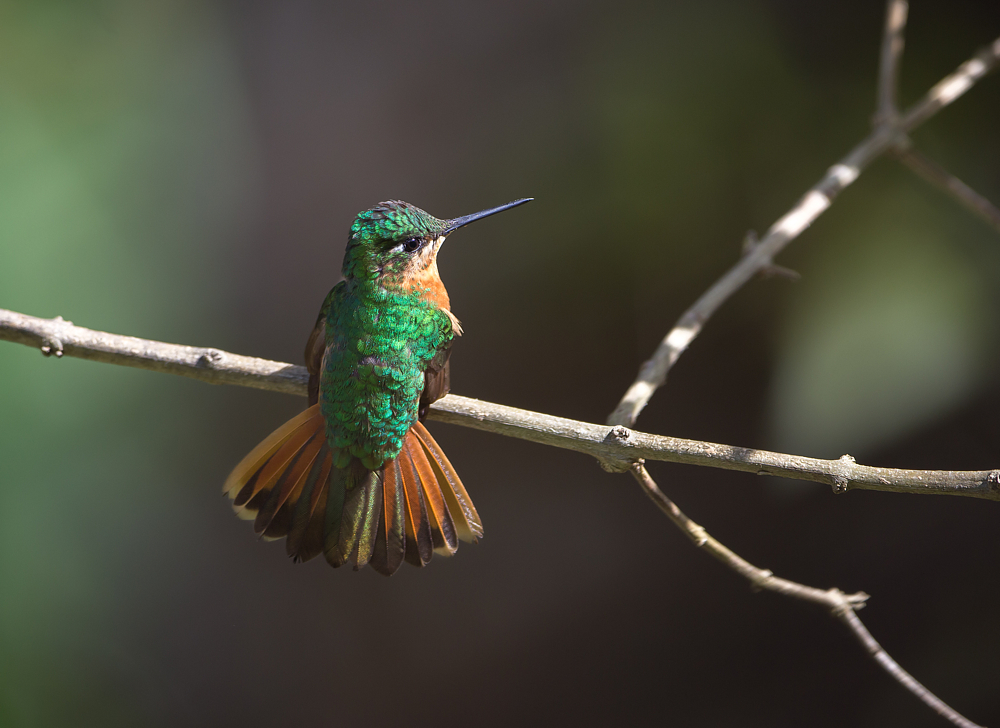
Clytolaema rubricauda

Peter Feinsinger und Robert Knight Colwell haben 1978 fünf verschiedene Rollen für das Zusammenleben von Kolibris definiert. So unterschieden sie zwischen sogenannten Traplinern an Pflanzen mit hohem Belohnungsgrad, Revierverteidigern, Traplinern an Pflanzen mit geringem Belohnungsgrad, territorialen Parasiten bzw. Eindringlingen und Generalisten. Die männlichen Rubinkolibris werden in die Gruppe der Territorialisten eingeordnet, d. h., sie verteidigen ihr Revier aggressiv gegen Artgenossen und andere Kolibriarten. Gelegentlich plündern sie ein Revier, welches von Weißkehlkolibris (Leucochloris albicollis) (Vieillot, 1818) verteidigt wird. Sind nicht ausreichend Nahrungsressourcen vorhanden, agieren sie auch als Generalisten. Aufgrund ihres hohen Energiebedarfs fliegen sie dann auch weit verstreute Blütenkronen an und nehmen gelegentlich auch Nektar von stiellosen Pflanzen auf. Die Weibchen gelten als Generalisten und sind weniger territorial.

## Nahrung
Zu den Pflanzen, die der Rubinkolibri anfliegt, gehören die zu den Hülsenfrüchtlern gehörende Gattung Inga, die zu den Riemenblumengewächsen gehörende Gattung Psittacanthus, die zu den Gesneriengewächsen gehörende Art Mendoncia coccinea, Passionsblumen und die zu den Pfeilwurzgewächsen gehörende Art Stromanthe sanguinea. Insekten fangen Rubinkolibris im Flug, indem sie, von einem Ast abfliegend, kurze Jagdausflüge machen und auf den gleichen oder einen anderen Ast zurückkehren.

## Verbreitung und Lebensraum

Verbreitungsgebiet (grün) des Rubinkolibris

Das Verbreitungsgebiet erstreckt sich über den Südosten Brasiliens. Hier findet man Rubinkolibris vom Bundesstaat Goiás über Minas Gerais bis nach Rio Grande do Sul. Sie halten sich gerne in Wäldern mit Araukarien, in Gebüsch, Plantagen und Parks auf in Höhen zwischen 750 und 1000 Metern.

## Lautäußerungen
Die Stimme klingt wie jig, jig, jig, wobei das im Gesang in ein jüg chrrrrr, jüg cherrrr, jüg chrrrr übergeht. Da der Flügelschlag vom Rubinkolibri sehr schnell ist, klingt er wie eine Hummel.

## Etymologie und Forschungsgeschichte
Pieter Boddaert beschrieb den Rubinkolibri unter dem Namen Trochilus rubricauda. Einen Fundort nannte er nicht. Es war John Gould, der ihn in der Lieferung 6 seiner Kolibritafeln 1853 in die neue Gattung Clytolaema einordnete. Dieser Name ist griechischen Ursprungs und leitet sich von κλυτός klytós für „glorreich, prächtig“  und λαιμός laimós für „Hals, Kehle“ ab. Das Artepitheton rubricauda ist aus den lateinischen Wörtern ruber, rubra für „rot“ und cauda für „Schwanz“ abzuleiten.